# Samuel Kňažko
Samuel Kňažko (Trenčín, Eslovaquia, 7 de agosto de 2002) es un jugador profesional eslovaco de hockey sobre hielo que se desempeña en la posición de defensor izquierdo en Columbus Blue Jackets, equipo de la National Hockey League (NHL).

## Carrera
Fue seleccionado en la tercera ronda en la NHL Entry Draft de 2020. En 2022 hizo su debut profesional con el equipo Columbus Blue Jackets, donde lleva jugando una temporada.